# Myrzakent
Myrzakent – osiedle typu miejskiego w południowym Kazachstanie, w obwodzie południowokazachstańskim. Liczy 9900 mieszkańców (2006). Ośrodek przemysłu spożywczego.